# 长江文明
长江文明是长江流域各区域文明的总称。長江和黄河並稱爲中华文化的母親河，孕育了長江文明和黄河文明。
长江文明区域之广、文化遗址数量之多、密度之大，都堪称世界之最，包括有江蘇和上海大部分的湖熟文化，浙江中部的河姆渡文化。长江文明，特别是长江文明中的“稻作文明”，给东亚及世界很大的影響。

## 發現

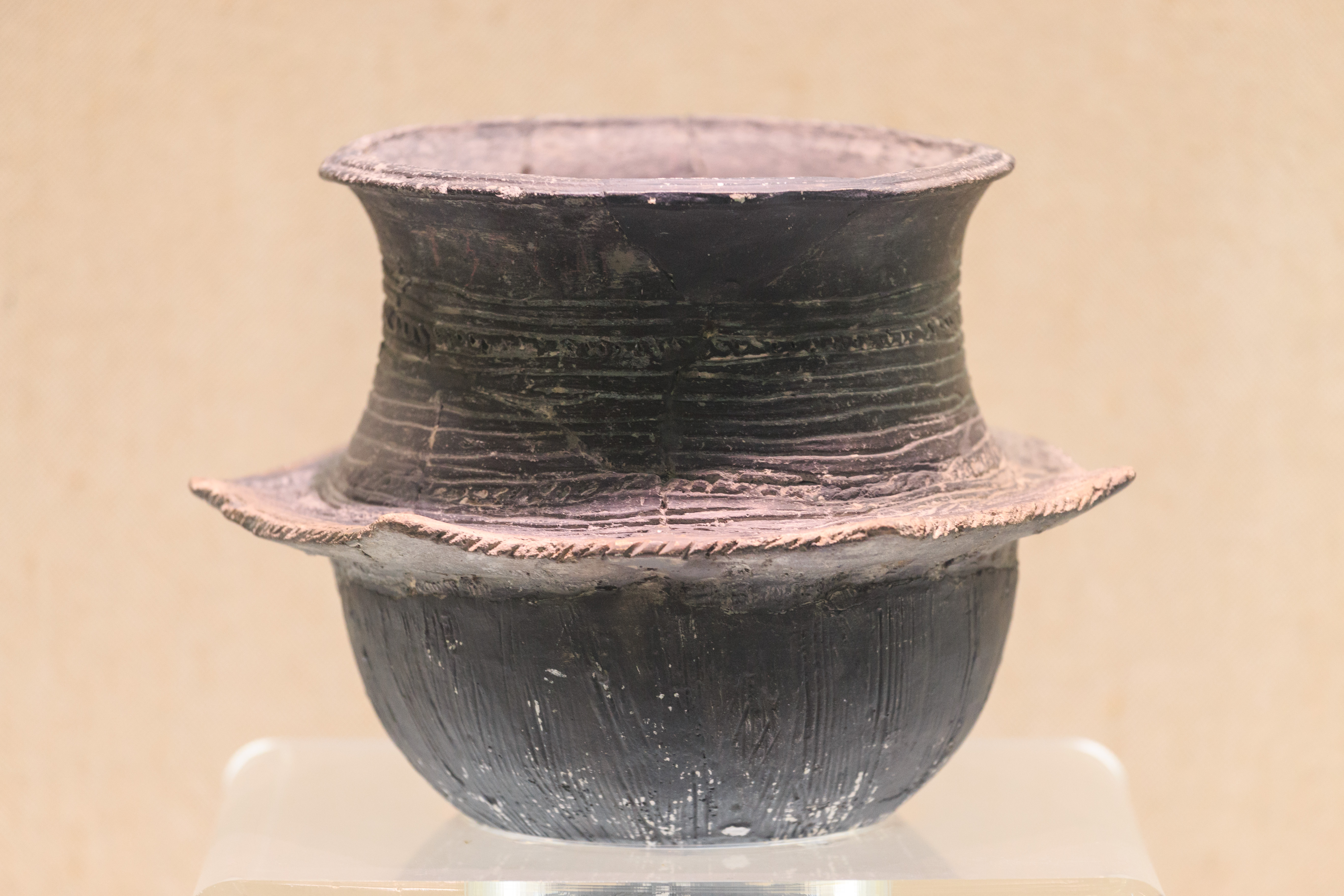
河姆渡遗址出土的黑陶釜。

20世紀初仰韶文化被人們發現以來，中国出土的大多數的遺蹟文物都分布在黃河流域，因而被認為是中國文明的發祥地。隨時間的推移，黃河文明朝長江流域等周邊地區擴散。但在1973-1978年浙江餘姚市河姆渡遺址發現后，這個說法被顛覆。河姆渡遺址推定存在于從公元前5,000年到6,000年左右，当时已经大量種植水稻。河姆渡文化與黃河文明顯然是不同的系統文明。现在的主流观点是，长江文明与黄河文明等中国各大古代文明长期相互影响融合，形成了華夏文明。

### 相关研究
- 三星堆遗址的发现和发掘
- 良渚遗址的发现和发掘
- 长江三峡三峡大坝开建前的遗址发掘保护工作

## 分期
长江文明在时间上主要分为早期文明、新生代文化（夏商周同时期）、漢文明三个时期。

### 早期文明

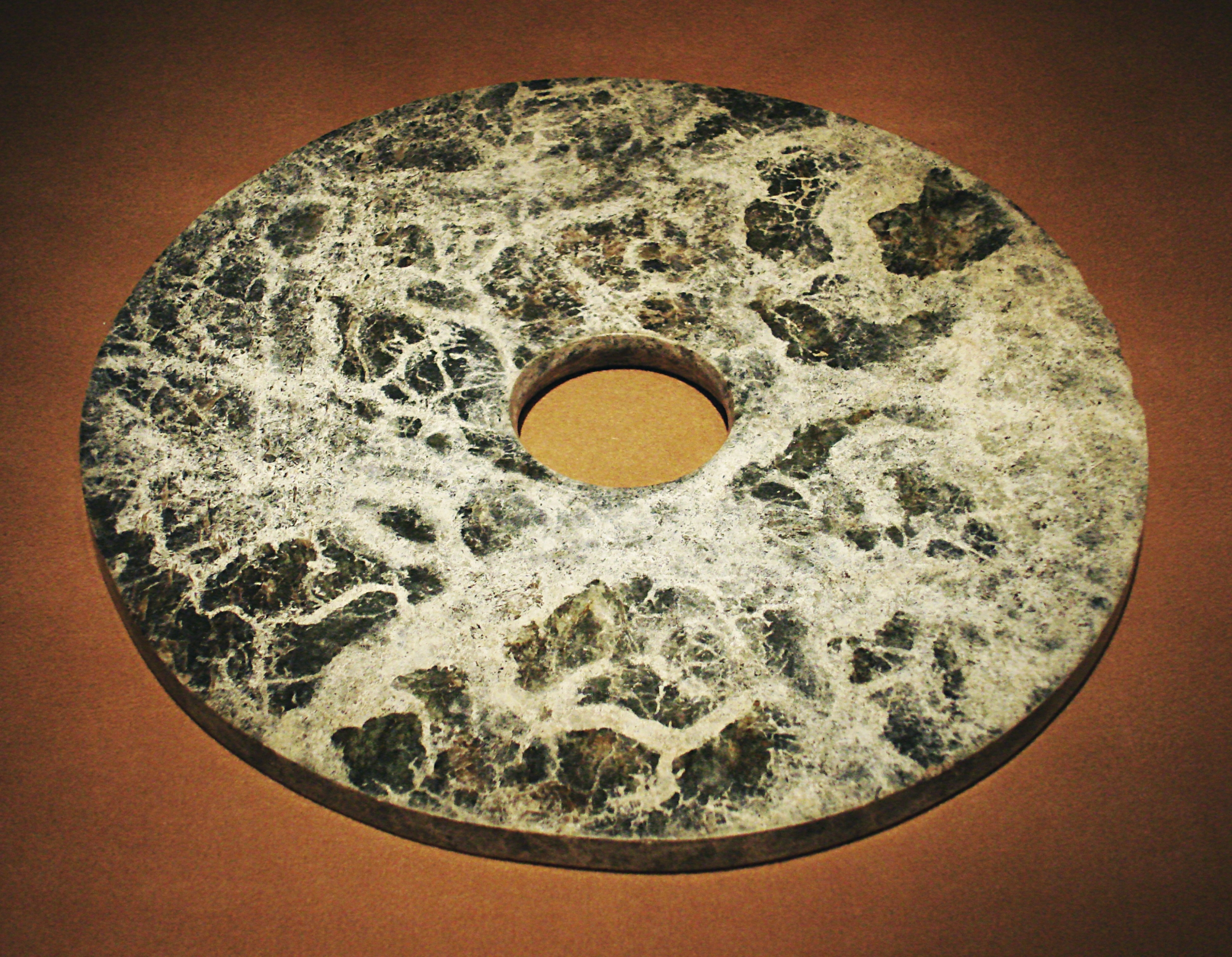
良渚文化時期的玉璧是當時象徵財富及軍權的禮器。

在早期文明时期（约公元前5000年至公元前2000年），长江中游区、长三角区并肩崛起，以精湛的玉器工艺著称，形成独特的玉器文化和玉器礼仪，大规模遗址依据河流修建水坝，形成独特的坝城聚落结构。长江中游区的文明曙光初露于大溪文化，然后由屈家岭文化接力，最后由石家河文化取代，主要为城头山至鸡叫城、阴湘城、城河、马家垸、陶家湖、门板湾、叶家庙等城邦林立的格局，晚期逐渐统一为石家河古国。长三角区的文明分别在巢湖附近的凌家滩文化与太湖附近的泽文化形成雏形，由涵盖苏南浙北地区的良渚文化集其大成，莫角山遗址群组成了一座庞大的都邑。四川盆地的文明要晚于其余两地区，但宝墩文化突然崛起之时兴建了规模很大的龙马古城（宝墩古城），之后也陷入了芒城、双河、三道堰等城邦对峙的局面。

### 新生代文化
在新生代文化时期（约公元前2000年至公元前500年），长江早期文明约在前2300年良渚古国消亡而开始走向衰败，至公元前2千纪初，整个长三角区与长江中游区的文明都被新的文化所中断，四川盆地还有鱼凫古城残存文明之光。新生代文化经过数百年的发展，分别在四川盆地形成著名于世的三星堆文化，在长江中下游形成吴城文化，它们与当时黄河流域的商周一起成为青铜时代的东方代表，三星堆文化后由金沙文化取代。这一时期长江文明与黄河文明的交流得到显著加强，到该期后段的蜀国、楚国、吴国、越国等甚至成为中原地区周朝的诸侯，并最终参与了春秋争霸和战国争雄，占据一席之地。
三星堆文明有与中原文明交流的迹象。吳、越、楚三地的文化與中原的商周文化皆有融合的跡象。

### 漢文明
在漢文明时期（约公元前500年至今），随着新生代文化的长江流域各国与中原文化交流的加深，又经过弭兵会盟、王子朝之乱、百家争鸣、合纵连横、秦汉统一等重大事件，长江文明已与黄河文明融合为一体，共同构建了新的文明——漢文明。经历秦汉、吴蜀、东晋南朝、隋唐、两宋、元明清到近现代，长江流域已成为華夏文明中极为关键和主要的文明地区，以其先进革新、开放包容的姿态迎接全球化时代。

## 分布
长江文明在空间上主要分为长三角平原、长江中游平原、四川盆地三个次级文明区。

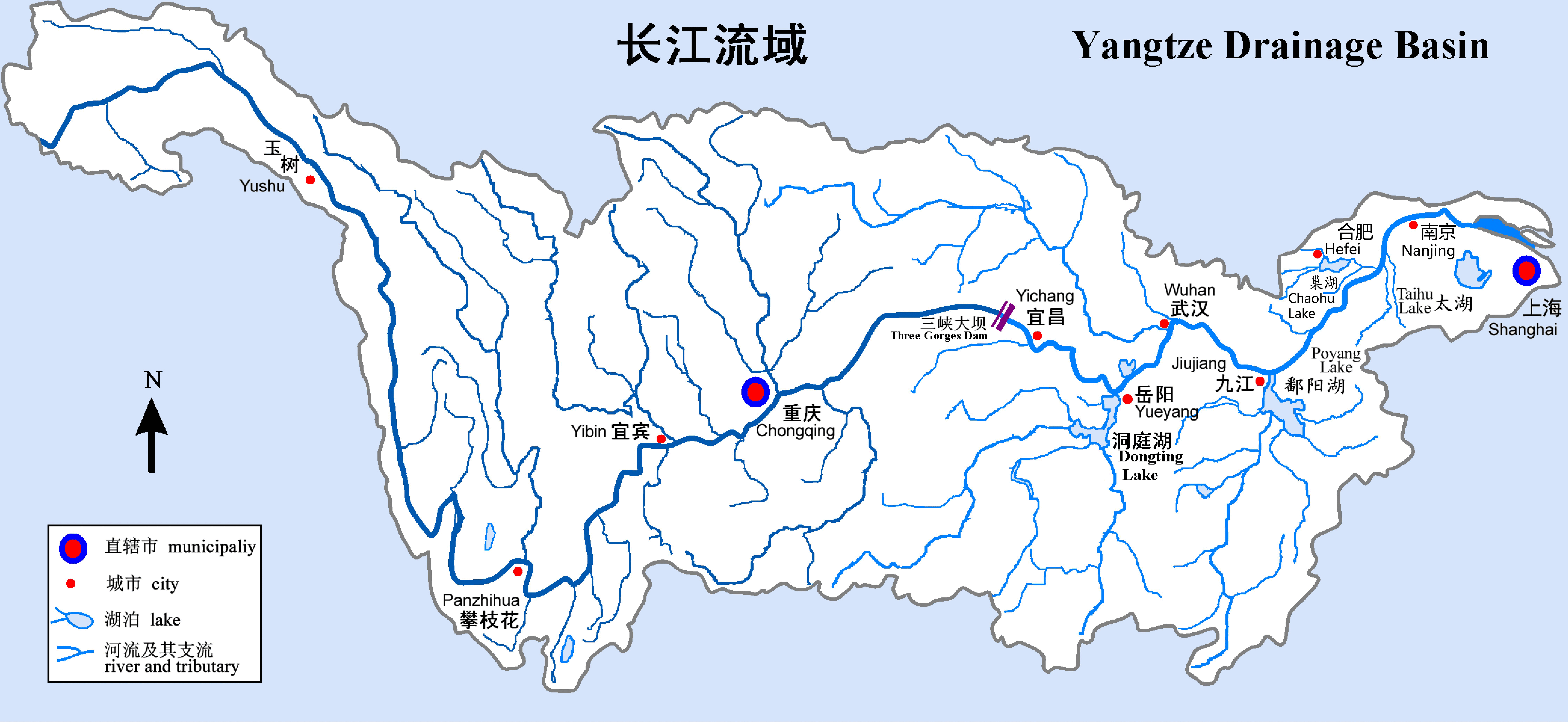
长江流域，湖北宜昌以上为长江上游，江西九江湖口以下为下游。

|                  | 黄河流域             | 上流域（四川盆地）   | 中流域（长江中游平原）                       | 中流域（长江中游平原） | 下流域（长三角平原） | 下流域（长三角平原）     |
| 紀元前8000年以前 |                      |                      | 玉蟾岩遗址（湘）                             | 仙人洞、吊桶环遗址     |                      | 上山文化（浙）           |
| 7000 \| 6000     |                      |                      | 彭頭山文化（湘、鄂）                         |                        |                      |                          |
| 6000 \| 5000     |                      |                      | 湯家崗文化                                   | 城背溪文化             |                      | 跨湖桥文化               |
| 5000 \| 4000     | 仰韶文化             |                      | 湯家崗文化                                   |                        | 馬家浜文化           | 河姆渡文化（田螺山遗址） |
| 4000 \| 3000     | 仰韶文化             | 大溪文化（渝）       |                                              |                        | 澤文化               | 澤文化                   |
| 4000 \| 3000     | 仰韶文化             | 大溪文化（渝）       | 良渚文化（环太湖，现浙、苏、沪、皖等区域）） |                        |                      |                          |
| 3000 \| 2000     | 龍山文化             | 宝墩文化（龍馬古城） | 屈家嶺文化                                   | 屈家嶺文化             |                      |                          |
| 3000 \| 2000     | 龍山文化             | 三星堆遗址           | 石家河文化                                   | 石家河文化             |                      |                          |
| 2000 \| 1000     | 二里頭文化（夏？）   | 三星堆遗址           | 石家河文化                                   | 石家河文化             | 馬橋文化             |                          |
| 2000 \| 1000     | 二里頭文化（夏？）   | 三星堆遗址           | 二里頭文化                                   |                        | 馬橋文化             |                          |
| 2000 \| 1000     | 二里岡文化（遷都前） | 三星堆遗址           | 二里岡文化                                   |                        | 馬橋文化             |                          |
| 2000 \| 1000     | 殷遷都後             | 三星堆遗址           | 殷（炭河里遗址）                             | 吳城文化（赣）         | 湖熟文化             |                          |
| 2000 \| 1000     | 周                   | 三星堆遗址           | 周                                           | 楚文化                 | 湖熟文化             |                          |
| 1000以降         | 周                   | 巴蜀                 | 周                                           | 楚文化                 | 湖熟文化             |                          |
| 1000以降         | 周                   | 巴蜀                 | 周                                           | 楚文化                 | 吴文化、越文化       |                          |